# MetroLyrics
MetroLyrics is een voormalige muziekwebsite waarop teksten van liedjes te vinden waren. MetroLyrics werd opgericht in december 2002 door Milun Tesovic en Alan Juristovski. De database van MetroLyrics bevatte meer dan 1 miljoen songteksten, uitgevoerd door meer dan 16.000 artiesten. Op 29 juni 2021 was de website plotseling opgeheven. Een verklaring daarvoor is nooit gegeven.
MetroLyrics was de eerste songtekstenwebsite die, in april 2008, een licentieovereenkomst afsloot met de songtekstencatalogus van Gracenote Inc. Via dit licentiemodel ontvingen de auteursrechthebbenden van songteksten royalty-opbrengsten wanneer de tekst op MetroLyrics.com getoond werd. Gracenote stond in voor de betalingen aan de rechthebbenden. In januari 2013 werd Gracenote overgenomen door LyricFind, dat het integreerde in zijn eigen licentiesysteem. MetroLyrics onderscheidde zich doordat er een licentie werd verkregen voor het tonen van de songteksten. Andere songtekstenwebsites tonen vaak songteksten zonder dat daarvoor een licentieovereenkomst is afgesloten.
MetroLyrics werd overgenomen in oktober 2011 door CBS Interactive. Het hoofdkantoor van MetroLyrics bevond zich in Vancouver, Canada.